# 杨任 (明朝)
楊任，明朝政治人物。
洪武年間，楊任因人才被舉薦，歷任袁州府知府。當時已經致仕，因藏匿黃子澄而被牽連磔死。其兩子楊禮、楊益亦被斬殺，其餘親屬戍邊。